# Rotherham United Football Club
El Rotherham United Football Club es un club de fútbol inglés de la ciudad de Rotherham apodado The Millers. Fue fundado en 1925 y y desde la temporada 2024/25 jugará  en la EFL One, la tercera categoría del fútbol en Inglaterra.
Fundado en 1925 Como una fusión entre Rotherham Town (1899) y Rotherham County (1870) los colores del club eran al principio amarillos y negros, pero más tarde se desarrollaron en el más tradicional rojo y blanco, además juega sus partidos en el New York Stadium con capacidad para 13.022 personas, antes de su fundación jugaba sus partidos en el Millmoor durante 101 años. uniéndose a la liga en 1925. Rotherham gastó los 25 primeros años de su tiempo en la Division Three North, el nivel más bajo de la liga de fútbol, finalmente ganando la promoción a la Division Two en la temporada 1950-51.
The Millers destacado en la Copa de la Liga de Inglaterra en 1961 llegando a la final, ganando la Football League Trophy en 1995-96 y la Football League Third Division North Cup en 1946. También lograron dos promociones en 1999-2001 bajo Ronnie Moore y 2012-2014 bajo Steve Evans.

## Resumen estadístico histórico
| Temp.   | Div. | Pos.  |  |
| ------- | ---- | ----- |  |
| 1925/26 | 3°   | 14°   |  |
| 1926/27 | 3°   | 19°   |  |
| 1927/28 | 3°   | 14°   |  |
| 1928/29 | 3°   | 16°   |  |
| 1929/30 | 3°   | 20°   |  |
| 1930/31 | 3°   | 14°   |  |
| 1931/32 | 3°   | 19°   |  |
| 1932/33 | 3°   | 17°   |  |
| 1933/34 | 3°   | 21°   |  |
| 1934/35 | 3°   | 9°    |  |
| 1935/36 | 3°   | 11°   |  |
| 1936/37 | 3°   | 17°   |  |
| 1937/38 | 3°   | 6°    |  |
| 1938/39 | 3°   | 11°   |  |
| 1939/40 | 3°   | susp. |  |
| 1946/47 | 3°   | 2°    |  |
| 1947/48 | 3°   | 2°    |  |
| 1948/49 | 3°   | 2°    |  |
| 1949/50 | 3°   | 6°    |  |
| 1950/51 | 3°   | 1°    |  |
| 1951/52 | 2°   | 9°    |  |
| 1952/53 | 2°   | 12°   |  |
| 1953/54 | 2°   | 5°    |  |
| 1954/55 | 2°   | 3°    |  |
| 1955/56 | 2°   | 19°   |  |
| 1956/57 | 2°   | 17°   |  |
| 1957/58 | 2°   | 18°   |  |
| 1958/59 | 2°   | 20°   |  |
| 1959/60 | 2°   | 8°    |  |
| 1960/61 | 2°   | 15°   |  |
| 1961/62 | 2°   | 9°    |  |
| 1962/63 | 2°   | 14°   |  |
| 1963/64 | 2°   | 7°    |  |
| 1964/65 | 2°   | 14°   |  |
| 1965/66 | 2°   | 7°    |  |
| 1966/67 | 2°   | 18°   |  |
| 1967/68 | 2°   | 21°   |  |
| 1968/69 | 3°   | 11°   |  |
| 1969/70 | 3°   | 14°   |  |
| 1970/71 | 3°   | 8°    |  |
| 1971/72 | 3°   | 5°    |  |
| 1972/73 | 3°   | 21°   |  |
| 1973/74 | 4°   | 15°   |  |
| 1974/75 | 4°   | 3°    |  |
| 1975/76 | 3°   | 16°   |  |
| 1976/77 | 3°   | 4°    |  |
| 1977/78 | 3°   | 20°   |  |
| 1978/79 | 3°   | 17°   |  |
| 1979/80 | 3°   | 13°   |  |
| 1980/81 | 3°   | 1°    |  |
| 1981/82 | 2°   | 7°    |  |
| 1982/83 | 2°   | 20°   |  |
| 1983/84 | 3°   | 18°   |  |
| 1984/85 | 3°   | 12°   |  |
| 1985/86 | 3°   | 14°   |  |
| 1986/87 | 3°   | 14°   |  |
| 1987/88 | 3°   | 21°   |  |
| 1988/89 | 4°   | 1°    |  |
| 1989/90 | 3°   | 9°    |  |
| 1990/91 | 3°   | 23°   |  |
| 1991/92 | 4°   | 2°    |  |
| 1992/93 | 3°   | 11°   |  |
| 1993/94 | 3°   | 15°   |  |
| 1994/95 | 3°   | 17°   |  |
| 1995/96 | 3°   | 13°   |  |
| 1996/97 | 3°   | 23°   |  |
| 1997/98 | 4°   | 9°    |  |
| 1998/99 | 4°   | 5°    |  |
| 1999/00 | 4°   | 2°    |  |
| 2000/01 | 3°   | 2°    |  |
| 2001/02 | 2°   | 21°   |  |
| 2002/03 | 2°   | 15°   |  |
| 2003/04 | 2°   | 17°   |  |
| 2004/05 | 2°   | 24°   |  |
| 2005/06 | 3°   | 20°   |  |
| 2006/07 | 3°   | 23°   |  |
| 2007/08 | 4°   | 9°    |  |
| 2008/09 | 4°   | 14°   |  |
| 2009/10 | 4°   | 5°    |  |
| 2010/11 | 4°   | 9°    |  |
| 2011/12 | 4°   | 10°   |  |
| 2012/13 | 4°   | 2°    |  |
| 2013/14 | 3°   | 4°    |  |
| 2014/15 | 2°   | 21°   |  |
| 2015/16 | 2°   | 21°   |  |
| 2016/17 | 2°   | 24°   |  |
| 2017/18 | 3°   | 4°    |  |
| 2018/19 | 2°   | 22°   |  |
| 2019/20 | 3°   | 2°    |  |
| 2020/21 | 2°   | 23°   |  |
| 2021/22 | 3°   | 2°    |  |
| 2022/23 | 2°   | 19°   |  |
| 2023/24 | 2°   | 24°   |  |
| 2024/25 | 3°   |       |  |

Resumen:
Temporadas en Primera División: 0
Temporadas en Segunda División: 30
Temporadas en Tercera División: 50
Temporadas en Cuarta División: 13

## Récords
- Mayor victoria: 8–0 v Oldham en Millmoor, Division 3 Norte, 26 de mayo de 1947
- Mayor victoria en Copa: 6–0 v Spennymoor Utd, FA Cup 2ª ronda, 17 de diciembre de 1977, v Wolves FA Cup 1ª ronda, 16 de noviembre de 1985, & v King's Lynn, FA Cup 2ª ronda, 6 de diciembre de 1997
- Peor derrota: 1–11 v Bradford City, Division 3 Norte, 25 de agosto de 1928
- Mayor asistencia en el Millmoor: 25,170 vs Sheff Utd, Football League Second Division, 13 de diciembre de 1952
- Mayor asistencia en el Don Valley Stadium: 7,082 vs. Aldershot Town 19 de mayo de 2010 Football League Two play-offs[5]
- Mayor asistencia en el New York Stadium: 11,441 vs. Burton Albion 18 de agosto de 2012 Football League Two
- Más puntos en una temporada: 91, Division 2, 2000–01
- Más goles en una temporada: 114, Division 3 (N), 1946–47
- Goleador histórico en Liga: Gladstone Guest, 130, entre 1946–1956
- Más goles en un juego: 5 por Jack Shaw Vs Darlington F.C., 25 de noviembre de 1950
- Más convocatorias a su selección: Shaun Goater, 18 apariciones para Bermudas[6]
- Más partidos: Danny Williams, 459 en Liga, 621 en total
- Jugador más joven: Kevin Eley, 16 años 71 días, 15 de mayo de 1984
- Compra más cara: £160,000 por Lee Frecklington
- Venta más cara: £850,000 del Cardiff City por Alan Lee
- Máxima recaudación en un juego: £106,182 Southampton FA Cup 3ª ronda, 16 de enero de 2002
- Primer jugador negro: Arthur Wharton[7]
- Primer equipo en anotar en una final de la League Cup: 1961 vs Aston Villa F.C.
- Primer equipo en ganar en penales en la FA Cup: 1991 vs Scunthorpe United F.C.
- Más triunfos en un mes: 9, en febrero de 1982

## Entrenadores
| Nombre          | Periodo | Nombre                         | Periodo   |
| --------------- | ------- | ------------------------------ | --------- |
| Billy Heald     | 1925–29 | Norman Hunter                  | 1985–87   |
| Stan Davies     | 1929–30 | Dave Cusack                    | 1987–88   |
| Billy Heald     | 1930–33 | Billy McEwan                   | 1988–91   |
| Reg Freeman     | 1934–52 | Phil Henson                    | 1991–94   |
| Andy Smailes    | 1952–58 | Archie Gemmill & John McGovern | 1994–96   |
| Tom Johnston    | 1958–62 | Danny Bergara                  | 1996–97   |
| Danny Williams  | 1962–65 | Ronnie Moore                   | 1997–2005 |
| Jack Mansell    | 1965–67 | Mick Harford                   | 2005      |
| Tommy Docherty  | 1967–68 | Alan Knill                     | 2005–07   |
| Jim McAnearney  | 1968–73 | Mark Robins                    | 2007–09   |
| Jimmy McGuigan  | 1973–79 | Ronnie Moore                   | 2009–11   |
| Ian Porterfield | 1979–81 | Andy Scott                     | 2011–12   |
| Emlyn Hughes    | 1981–83 | Steve Evans                    | 2012–15   |
| George Kerr     | 1983–85 | Neil Redfearn                  | 2015      |
| Alan Stubbs     | 2016    | Paul Warne                     | 2016      |

## Gerencia
- Presidente: Tony Stewart[8]
- Vice-Presidente: Richard Stewart
- Jefe Ejecutivo: Paul Douglas
- Director de Operaciones: Julie Hunt
- Jefe Comercial: Mark Hitchens
- Director Financiero: Karen Thomas

## Palmarés

### Torneos nacionales
- Football League Trophy: 1

1996
- Football League Third Division/Second Division: 1

1980–81
- Football League Third Division North: 1

1950–51
- Football League Fourth Division/Third Division: 1

1988–89
- Football League Third Division North Cup: 1

1945–46